# Araeoncus etinde
Araeoncus etinde är en spindelart som beskrevs av Robert Bosmans och Rudy Jocqué 1983. Araeoncus etinde ingår i släktet Araeoncus och familjen täckvävarspindlar.
Artens utbredningsområde är Kamerun. Inga underarter finns listade i Catalogue of Life.